# تپه کیووه زاغه علیا
تپه کیووه زاغه علیا مربوط به دوره اشکانیان است و در شهرستان خرم‌آباد، بخش زاغه، دهستان زاغه، ۴۰۰ متری شرق روستای زاغه علیا واقع شده و این اثر در تاریخ ۲۸ اسفند ۱۳۸۵ با شمارهٔ ثبت ۱۸۶۳۰ به‌عنوان یکی از آثار ملی ایران به ثبت رسیده است.